# 三國志 (ゲーム)
『三國志』（さんごくし）は、1985年12月10日に日本の光栄から発売されたPC-8801/mkII用歴史シミュレーションゲーム。
同社の『三國志シリーズ』第1作目。中国の歴史小説である『三国志演義』を題材としており、同書に登場する各武将を操作して一国の君主となり中国全土を統一する事を目的としている。同社の『信長の野望シリーズ』とは異なり空白地の概念や配下の人物に関するシステムを有している事を特徴としている。
開発は光栄が行い、プロデューサーはシブサワ・コウ、音楽は後に同社の『信長の野望・全国版』（1986年）などを手掛ける菅野よう子が担当した。
PC-8801版の発売後、他の日本国産パソコン各機種に移植された他、アメリカ合衆国においても『Romance of the Three Kingdoms』のタイトルでAmigaやPC/AT互換機に移植され、1988年にはファミリーコンピュータに移植された。その他、スーパーファミコン用ソフト『スーパー三國志』（1994年）、セガサターンおよびPlayStation用ソフト『三國志リターンズ』（1997年）、携帯電話ゲーム『Mobile三國志』（2003年）、iOS用ソフト『三國志 TOUCH』（2009年）など様々な機種においてリメイク版が発売された。
なお本項では、本作の簡易版『抄本三國志』（しょうほんさんごくし）および各リメイク版についても併せて記述する。

## 概要
中国の古典物語『三国志演義』の世界を題材にしている。プレイヤーは一国の君主となり、乱世において中国全土の統一を目指す。『信長の野望』（1983年）、『信長の野望・全国版』（1986年）で導入した領国経営型シミュレーションを軸とするが、信長の野望・全国版になくて三國志にあるものは「空白地の概念」と「配下の人材」である。国を富ませ戦争に勝利するには、多数の優秀な人材を登用し、経営や戦争に適材を配すことが必要となる。
これによってプレイヤーは、関羽や諸葛亮などといった武将達を縦横に動かし、原作さながらのシチュエーションを再現することができた。これらの新しい要素により、同じシステムを下敷きにしながらも、それぞれの差別化と新たなファン層の開拓に成功し、『三國志シリーズ』は『信長の野望シリーズ』に続いて光栄の二大看板となった。
コンピュータの思考は、「好戦的」「理知的」を選択できる。前者は戦争重視、後者は内政・防備重視になる。

## 開発

### 経緯
三国志が題材に採用された理由は、吉川英治の小説『三国志』や横山光輝の漫画『三国志』、更には前年までのNHKにおいて『人形劇 三国志』の放映なども背景にあったと考えられる。
三國志を制作することを決定したとき、当時はまだ蒼き狼と白き牝鹿の開発は始まっていなかったため、ゲームデザイナーは信長の野望をベースに構想をまとめ、1984年3月時点でシナリオを完成させる。ところが全体のデータ量が膨大なものとなってしまったために開発は一時凍結され、実際に開発が開始されたのは1985年に入ってからである。このため発売は蒼き狼と白き牝鹿よりも半年遅れとなった。なお当時、三国志に続いて水滸伝、西遊記、金瓶梅を題材に中国歴史もの全4部作をリリースしたいと発言しており、その後に水滸伝をモチーフとした『水滸伝・天命の誓い』と続編の『水滸伝・天導一〇八星』や、『西遊記』が発売されている。

### ゲームタイトルについて
題字は中国の書家・徐伯清の手によるものである。
三国志関連の類似商品と間違われないように活字媒体上においてもゲームタイトルを「三国志」ではなく「三國志」と表記している。

## ゲーム内容

### 能力値
知力
内政・計略・外交・探索などに関連。知力トップは諸葛亮の100、続いて司馬懿・張昭・龐統の98。後のシリーズでは知力と政治力に分かれていく。その武将と同じ国にその武将より知力が2以上高い武将がいる場合に限り、武将に書物を施すことで知力を1上昇させられる。なお90以上まで上昇させた武将は軍師としてコマンド実行時に助言をしてくれる。知力が高いほど助言が正確で、知力100の軍師の助言は100%正確であり、98の軍師の助言もほぼ正確である。だが、95以下になると助言に不正確さが目立ちはじめ、助言をしてくれる最低値の知力90ではほとんどあてにならない。
また1つの国に軍師が2人以上いた場合、最も知力が高い軍師が助言を行う。軍師がいない国の場合は、君主がいる国に軍師がいる場合は代わって助言をしてくれる。
武力
軍事全般に関連。武力トップは呂布の100、続いて関羽・張飛・趙雲の99。後のシリーズでは武力と統率力に分かれていく。武力は戦場で敵武将の部隊を全滅させた武将が3上昇（君主の部隊を全滅させた場合は10上昇）するため、比較的成長させやすい能力である。なお戦闘中に敵に捕まった武将は武力が3下降する。
カリスマ
武将の忠誠および民忠誠度（民忠）の上昇・人材登用の成否などに関連。カリスマトップは曹操の100。後のシリーズでの魅力にあたる。君主のみ上昇・下降が可能で、施しコマンドで民に5000以上の米を施しなおかつ米の残りが100未満になったときに5上昇する。また、略奪コマンドの実行で10下降するほか、他国からの外交の使者を斬る、外交コマンドの婚姻に失敗する、娘を嫁に出している君主の国に攻め込む、といったことによっても下降する。カリスマは君主とその血縁の武将は軒並み90以上の数値に設定されており、それ以外で90以上の武将は司馬懿・諸葛亮くらいのものである。
身体
武将の健康状態。身体トップは張飛・許褚・陳矯の98。通常は上下しないが寿命を過ぎると毎年1月にその時点での身体値の2割減少するほか、疫病が起こった国にいた武将も下がることがある。おおよそ30以下になると死亡する可能性があり、値が低いほどその危険は高まる。値が減少を始める年齢（寿命）は武将ごとに決まっており、変更させられない。
運勢
武将の運の良さを表す。運勢トップは司馬昭の100。上昇も下降もさせられないが、君主のみ外交コマンドの婚姻に失敗すると下降する。
経験
初期値は全員0。武将に何らかのコマンドを実行させるたびに上昇し、内政や探索コマンドの実行結果の判定には経験と知力のうち高い方の数値が使われる。ただし知力とは違い、経験が90以上となっても軍師として助言はしてくれない。
水軍
「扱える」「扱えず」のどちらか。武将ごとに決まっており変更させられない。水軍を扱える武将は戦争の際、水上を少ない機動力で移動できる。
兵士忠誠度（兵忠）
その武将が率いる兵士の忠誠度。国・勢力単位ではなく武将ごとに設定されている。高いほど戦争時の部隊機動力が高くなる。武将に金を施すことで武将の忠誠度と同時に兵士数に応じた割合で上昇する（兵士数が少ないほど大きく上昇する）。そのため、この値を上げたい場合は武将の忠誠度が100でもさらに施すことが必要。君主の部隊の兵士忠誠度を上げたい場合は君主自身に施すことになる。一旦上げてしまえば兵士の増減があっても下がることはないため、兵士数が少ないときに施すのが効率的。ただし戦争で武将が捕らえられると下がる。
兵士武装度
その武将が率いる兵士の武装度。これも武将ごとに設定されている。高いほど戦争時の部隊攻撃力が高くなり、機動力が低くなる。鉄を産する国で鉄を捜索した上で、鍛冶屋と取引することで上昇させるという非常に手間のかかるパラメーター。武装度だけ上げて兵士の忠誠度や能力が低いままだと機動力が低くなって戦争時にほとんど動けなくなってしまう点には注意が必要。
兵士能力（兵能力）
その武将が率いる兵士の訓練度。これも武将ごとに設定されている。訓練コマンドの実行で上昇する。高いほど戦争時の部隊機動力が高くなる。
忠誠度その武将の君主に対する忠誠心。後のシリーズのような義理や野心といったステータスが存在しないため、高い数値まで上げれば呂布なども裏切る事は少なくなる。また、武将毎に初期値が固定されており、シナリオによって変動する事はない。史実上君主を裏切ったことのある武将は初期値が低い傾向にある。
年齢
その武将の年齢。毎年一月に一つ加算される。寿命には個人差があるが高くなるほど死亡の危険が高い。成人年齢は17歳で、シナリオ開始時に未発見の武将も17歳以上なら決められた所在地を知力の高い武将で捜索すればいずれは発見、登用できる。
その他
「寿命」以外のマスクデータは存在しない。
プレーヤーが選んだ君主は『信長の野望』などと同様に、初期設定時にルーレットで能力値を基本値-5から+5までの範囲で変えることができる。
龐徳と郭図の能力値は、武勇のイメージのある龐徳の武力が44しかなく一方知力が87と高く、参謀のイメージのある郭図の武力が90と高く知力が43と低かったため、データのミスで両者が入れ替わっていたのではないかとも言われたが「勢力の均衡を図るため」あえてデータを調整しているとされた。しかし、リメイク作として発売されたスーパーファミコン版やPlayStation版などではデータが修正されて、龐徳は武力87知力が44、郭図は武力43知力が85となった。修正後も郭図の知力は軍師になる値ではないため、袁紹軍は初期状態では依然として軍師無しのままである。
リメイク作では梁紀は楽就、陳嬉は韓浩、劉延は劉賢にそれぞれ名前が変わっているが、スペックは全く同一。

### 戦闘
戦闘は1部隊は1人の武将が指揮し、最大で攻撃側10部隊、防御側10部隊によって勝敗が争われる。
同時期の『信長の野望・全国版』と違い、戦場マップには城ヘックスが複数存在し、それらを全て攻撃側が占拠しても勝利となる。また、守備側の君主の部隊を全滅させても、攻撃側の勝利となる。攻撃側は総大将を指定する必要があり、その総大将が全滅または退却すると攻撃側の敗北となる。攻防問わず兵糧または軍資金の払底も敗北条件となる。攻撃側の兵糧庫を守備側が占拠した場合は攻撃側の兵糧が全量守備側に奪われるため、そのまま次ターンに移行すれば兵糧の払底により守備側の勝利となる（兵糧の奪取自体は勝利／敗北条件ではない）。1ターンは3日、戦争は10ターン30日継続するが、決着が付かない場合は長期戦として続きは次の月まで持ち越され、その間に援軍を送ったり、外交で停戦を申し入れたり、攻め込んでいる武将を登用することなどが可能である。
このゲームでは武力の高い武将に、訓練、武装共に最高値の兵士を与えるとかなり強力になる。また、知力の高い武将による火計、計略も有効である。
このゲームにおける火計は、火の点いたヘックスへ移動することはできず、火の点いたヘックスで1ターン経過すると武将が部隊ごと焼け死ぬ（ただしX1等の初期ロットでは、機動力さえあれば火の海を移動できた）ため非常に強力である。また城ヘックス占拠のためや一斉攻撃の効果を上げるために部隊散開を行うという作戦を取ることもできるが、この時に火計によって着火されると、散開したままでは移動できず部隊集結に1ターンが必要なので、武力は高くても知力の低い武将がこの作戦を取ると、効果は大きいもののリスクも大きな作戦である。さらに戦場で計略コマンドが使えるバージョンでは、知力の優れた複数の武将による火計 + 計略（若干のダメージを与えると同時に機動力を0にする）コマンドのコンビネーションが強力である。成功すると対象部隊は機動力が0なので火のヘックスから移動できず、そのまま火のヘックスにとどまってしまうと焼死するため、突撃か退却しかなくなってしまう。。
なお、国を得る手段は戦争のみに限られておらず、太守を引き抜くことや、外交交渉によっても勢力の拡大が可能である。

### その他
プレイヤーの選んだ君主が死亡した場合でも、領地と武将が残されていれば任意の武将を後継者に選んでゲームの続行が可能である。しかし、君主も含めて58人以上の武将がいなければ統一は不可能であり、さらにある年代から新しい武将が登場しなくなってしまい、その上に次々と寿命で武将が死んでゆくため、ゲームの続行にも限界はある。
人材登用コマンドにおいて「自ら出向く」「名馬を贈る」「美女を贈る」というそれぞれ三顧の礼、赤兎馬、貂蝉のエピソードを表現したものも取り入れられていた。また初期版では、君主のカリスマ性と武将における忠誠度が混同されており、シナリオ1での劉表など、この数値の低い君主は引き抜きが可能だった。ただしこれを実行すると君主の家臣に別の君主がいる状態になる。特にシナリオ2では呂布が君主になっているが、そこに曹操が攻め込むと君主の呂布自ら曹操側に寝返るという珍事が起きる。
外交コマンドには後のシリーズにもあるような「贈物」をすることや「婚姻」も存在するが、「同盟」はない。また、他君主に借金や兵糧借りを申し込むことができる。本作にしか存在しない交渉用件として「土地の要求」「土地の交換」がある。「土地の交換」は2カ国以上を持つ勢力同士が隣接している場合で交換後も領土が孤立しないなどの条件があるが、その国の金・米などもそのままで交換されるのでそれを利用して兵糧攻めを仕掛けたりできる（金・米を極端に少なくした国を相手君主と交換し、その国に金・米が補充されないうちに攻め込む）。また、婚姻を申し込まれた側の返答として「姫ごと皆殺し」という選択肢があった。
略奪コマンドは金・兵糧を入手できるかわりにその国の民忠や人口が激減し、君主のカリスマが低下するといういわば「禁断のコマンド」であるが、人材登用や武将への施しに使える「美女」を入手する唯一の方法でもある（ただしある程度豊かな国で行わないと美女が得られないこともある）。また、君主の寿命が近くなったときにあらかじめ略奪コマンドで次代の君主よりもカリスマを低くしておくことにより代替わり時の配下武将の忠誠度の低下を防ぐという利用法があるほか、略奪コマンドを実行した国に所属する武将は、知力よりも武力が高い者はその差の分だけ忠誠度が増加し、武力よりも知力が高いものはその差の分だけ忠誠度が減少するため、武将の能力値によっては忠誠度を向上させる手段としても利用可能である。
放浪コマンドも本作の特徴的なコマンドである。周りを強大な勢力に囲まれている場合などに自らの意思で領土を放棄し、新たな旗揚げ地へ移動していくことができる。また、周りに自国や空白地がない状態で戦争に破れて捕らえられたが逃がされた場合にも放浪状態になる。
後のシリーズで見られる「アイテム」の原型として「玉璽」があった。玉璽には人材登用の成功率を上げたり、配下武将が裏切りにくくなる効果があり、ある国（洛陽である20国）を探索することで発見できる（シナリオ4・5では初めから曹操が所有）。発見するとその勢力の君主の所有となる。所有する君主を捕らえることで奪うことができる。
災害イベントで地震、疫病が起こると武将、君主が亡くなってしまう事がある。

### シナリオ
各シナリオ、開始年、勝利条件、登場する君主（選択できる君主は太字で表記）を以下に示す。本作ではシナリオ3を除いたすべてのシナリオで選択できない君主が存在する。
1. 董卓打倒 189年
  - 勝利条件：30か国以上を支配し、20国（洛陽）または21国（長安）に君主がいる。
  - 君主：曹操、孫堅、劉備、袁紹、袁術、劉表、董卓、劉焉、馬騰、公孫瓚、孔融、陶謙、王朗、劉繇
2. 曹操の台頭 195年
  - 勝利条件：30か国以上を支配し、20国（洛陽）または21国（長安）に君主がいる。
  - 君主：曹操、孫策、劉備、袁紹、袁術、劉表、劉璋、呂布、馬騰、公孫瓚、王朗、李傕、楊奉
3. 新時代の幕開け 201年
  - 勝利条件：40か国以上を支配する。
  - 君主：曹操、孫権、劉備、袁紹、劉表、劉璋、馬騰
4. 孔明の出廬 208年
  - 勝利条件：40か国以上を支配する。
  - 君主：曹操、孫権、劉備、劉璋、馬騰、張魯、劉度、趙範、金旋、韓玄
5. 三国の時代 215年
  - 勝利条件：全58か国を支配する。
  - 君主：曹操、孫権、劉備、雍闓

シナリオ1からシナリオ4までについては、勝利条件達成後に簡素なメッセージが表示された後に勝利条件がシナリオ5のものに移行し、全国の完全統一までゲームを続ける事が可能である。

## 反響

### 発売後の影響
本作によって初めて三国志の世界にのめり込んだ人も多く、日本における三国志普及の強力な牽引役ともなった。
本作の定価は14,800円であり、当時としては高い値段設定であった。これはファミリーコンピュータ本体と同額であり、ゲームソフト一本の値段としてはかなりの高額商品であった。この価格設定は、当時の専務・襟川恵子が強く主張したものであり、高価でありながら多くの売り上げを達成することとなった。

### 評価
ファミリーコンピュータ版
ゲーム誌『ファミコン通信』の「クロスレビュー」では7・7・7・7の28点。レビュアーは完成度が高く、上級者向けで入門的なSLGでは物足りない人にはいいが、初心者には難しく途中でやめてしまうかもしれない、たやすく遊べるSLGにはできないのかや、スルメゲームのようにはなっているがマニアック路線に走るしかなかったのかもしれないとも投げかけた他、MSX版にあったいくつかのコマンドが削除されているのはちょっと寂しいとした。
ゲーム誌『ファミリーコンピュータMagazine』の読者投票による「ゲーム通信簿」での評価は以下の通りとなっており、22.81点（満30点）となっている。
| 項目 | キャラクタ | 音楽 | 操作性 | 熱中度 | お買得度 | オリジナリティ | 総合  |
| 得点 | 4.13       | 3.67 | 3.65   | 4.19   | 3.29     | 3.88           | 22.81 |
スーパーファミコン版
ゲーム誌『ファミコン通信』の「クロスレビュー」では、7・6・6・6の合計25点（満40点）、『ファミリーコンピュータMagazine』の読者投票による「ゲーム通信簿」での評価は以下の通りとなっており、20.1点（満30点）となっている。
| 項目 | キャラクタ | 音楽 | お買得度 | 操作性 | 熱中度 | オリジナリティ | 総合 |
| 得点 | 3.4        | 3.5  | 3.1      | 3.2    | 3.6    | 3.3            | 20.1 |
セガサターン版
ゲーム誌『ファミコン通信』の「クロスレビュー」では合計26点（満40点）、『SATURN FAN』の読者投票による「ゲーム通信簿」での評価は以下の通りとなっており、18.7点（満30点）となっている。
| 項目 | キャラクタ | 音楽 | お買得度 | 操作性 | 熱中度 | オリジナリティ | 総合 |
| 得点 | 3.0        | 3.1  | 2.9      | 3.4    | 3.6    | 2.7            | 18.7 |
PlayStation版
ゲーム誌『ファミコン通信』の「クロスレビュー」では合計25点（満40点）となっている。

## 他機種版

### 一覧
| No. | タイトル                                | 発売日                    | 対応機種                                        | 開発元         | 発売元         | メディア                                              | 型式                | 備考               | Ref.                        |
| --- | --------------------------------------- | ------------------------- | ----------------------------------------------- | -------------- | -------------- | ----------------------------------------------------- | ------------------- | ------------------ | --------------------------- |
| 1   | 三國志                                  | 1986年4月30日             | PC-9801 FM-16β                                  | 光栄           | 光栄           | 5インチフロッピーディスク                             | NFKN14013 NFKN14016 |                    |                             |
| 2   | 三國志                                  | 1986年6月12日             | X1turbo                                         | 光栄           | 光栄           | 5インチフロッピーディスク                             | SIKN16014           |                    |                             |
| 3   | 三國志                                  | 1986年12月                | FM-7                                            | 光栄           | 光栄           | 5インチフロッピーディスク 3.5インチフロッピーディスク | FUKN13048 FUKN13049 |                    |                             |
| 4   | 三國志                                  | 1986年12月                | MSX                                             | 光栄           | 光栄           | ロムカセット                                          | MXKN11008           |                    |                             |
| 5   | 三國志                                  | 1987年4月                 | MZ-2500                                         | 光栄           | 光栄           | フロッピーディスク                                    | -                   |                    |                             |
| 6   | 三國志                                  | 1987年11月21日            | MSX2                                            | 光栄           | 光栄           | フロッピーディスク ロムカセット                       | HBJ-G065D MXKN12002 |                    |                             |
| 7   | 三國志                                  | 1988年10月30日 1989年10月 | ファミリーコンピュータ                          | 光栄           | 光栄           | 2メガビット+128キロRAMロムカセット                    | KOE-IS NES-IS-USA   |                    |                             |
| 8   | 三國志                                  | 1988年12月9日             | X68000                                          | 光栄           | 光栄           | 5インチフロッピーディスク                             | SJKN13002           |                    |                             |
| 9   | 三國志                                  | 1989年                    | Amiga PC/AT互換機                               | 光栄           | 光栄           | フロッピーディスク                                    | -                   |                    |                             |
| 10  | スーパー三國志                          | 1994年8月12日             | スーパーファミコン                              | 光栄           | 光栄           | ロムカセット                                          | SHVC-I4             | リメイク版         |                             |
| 11  | 復刻版 三國志                           | 1995年3月                 | PC-9801                                         | 光栄           | 光栄           | フロッピーディスク                                    | -                   |                    |                             |
| 12  | 三國志リターンズ                        | 1996年2月                 | Microsoft Windows 95-XP                         | 光栄           | 光栄           | CD-ROM                                                | -                   | リメイク版         |                             |
| 13  | 三國志リターンズ                        | 1996年3月                 | Classic Mac OS                                  | 光栄           | 光栄           | CD-ROM                                                | -                   | リメイク版         |                             |
| 14  | 三國志リターンズ                        | 1997年1月31日             | セガサターン                                    | 光栄           | 光栄           | CD-ROM                                                | T-7617G             | リメイク版         |                             |
| 15  | 三國志リターンズ                        | 1997年3月20日             | PlayStation                                     | 光栄           | 光栄           | CD-ROM                                                | SLPS-00474          | リメイク版         |                             |
| 16  | コーエー・定番シリーズ 三國志リターンズ | 1998年12月3日             | PlayStation                                     | コーエー       | コーエー       | CD-ROM                                                | SLPM-86171          | リメイク版、廉価版 |                             |
| 17  | コーエー・定番シリーズ 三國志リターンズ | 1999年1月22日             | Windows 95-XP                                   | コーエー       | コーエー       | CD-ROM                                                | -                   | リメイク版         |                             |
| 18  | Mobile三國志                            | 2003年11月17日            | mova504i、505iシリーズ FOMAシリーズ （iアプリ） | コーエー       | コーエー       | ダウンロード                                          | -                   | リメイク版         | [ 26 ] [ 27 ]               |
| 19  | Mobile三國志                            | 2004年2月18日             | ボーダフォンライブ! （Vアプリ）                 | コーエー       | コーエー       | ダウンロード                                          | -                   | リメイク版         | [ 28 ]                      |
| 20  | Mobile三國志                            | 2004年8月19日             | EZアプリ (Java)Phase3対応機種 （EZアプリ）      | コーエー       | コーエー       | ダウンロード                                          | -                   | リメイク版         | [ 29 ] [ 30 ]               |
| 21  | コーエー定番シリーズ 三國志             | 2005年7月29日             | Windows 98-XP                                   | コーエー       | コーエー       | ダウンロード                                          | -                   | PC-9801版の移植    | [ 31 ]                      |
| 22  | Mobile三國志                            | 2006年2月1日              | AIR-EDGE端末 （ウィルコム）                     | コーエー       | コーエー       | ダウンロード                                          | -                   | リメイク版         | [ 32 ]                      |
| 23  | 三國志 TOUCH                            | 2009年10月28日            | iPhone iPod touch (iOS)                         | コーエーテクモ | コーエーテクモ | ダウンロード                                          | -                   | リメイク版         | [ 33 ] [ 34 ] [ 35 ] [ 36 ] |
| 24  | 三國志 TOUCH Plus for iPad              | 2010年6月9日              | iPad (iOS)                                      | コーエーテクモ | コーエーテクモ | ダウンロード                                          | -                   | リメイク版         | [ 37 ] [ 38 ]               |
| 25  | 三國志 TOUCH Plus                       | 2010年9月10日             | iPhone、iPod touch (iOS)                        | コーエーテクモ | コーエーテクモ | ダウンロード                                          | -                   | リメイク版         | [ 39 ] [ 40 ] [ 41 ]        |
| 26  | シブサワ・コウ アーカイブス 三國志      | INT 2016年12月24日        | Windows 7/8.1/10                                | コーエーテクモ | コーエーテクモ | ダウンロード （Steam）                                | -                   |                    | [ 42 ] [ 43 ] [ 44 ] [ 45 ] |

### バージョンによる違い

#### 初代PC版
初期に発売されたスタンダード版。PC-8801、X1、FM-7など各機種向けに発売された。BGMが演奏されない機種もあった。

#### 抄本三國志
初代PC版が初心者にとっては大作すぎたため、その魅力を手軽に体験できるようにしたバージョン。初代PC版から計略、突撃、略奪などのコマンドを削除し、シナリオ1のみプレイ可能。1人プレイ専用。1ドライブのPCでも動作可能。8,800円と初代PC版よりも価格も低く設定された。

#### PC-9801,PC-8801mkIISR,X1turbo,MSX2版
PC-9801、PC-8801mk2SR、X1turbo、MSX2といった400ラインモニターに対応したパソコン向けに、データを追加した改良版。政治画面での計略コマンドや、イベントグラフィックと武将の顔グラフィックが追加され、文字も高解像度の読みやすいフォントを採用している。BGMもFM音源に対応している（MSX2版ではPSGのみ）。また、軍師の助言など一部の台詞の修正および追加もされた。

#### ファミリーコンピュータ版
内容としては、初代PC版と抄本三國志の中間といったところで、シナリオは全部入っているが、以下の要素が修正・省略されている。
- 略奪・放浪コマンドがない。
- 人材登用において「手紙を書く」「美女を贈る」コマンドがない（「金を贈る」「名馬を贈る」「自ら出向く」のみ）。
- 外交コマンドの「土地の交換」がない。
- 武将のカリスマ・武力は変動しない（シナリオ開始時のルーレットはある）。
- 戦闘は1ターンが1日で最大30ターン（30日間）継続し、30日以内に決着が付かなかった場合、次の月に持ち越されず、攻撃側の敗北となる。したがって、攻撃側が部隊数不足のため城をすべて占領できない場合、守備側は30日間ひたすら逃げ続けていれば軍資金・兵糧が尽きない限り勝利できる。
- 戦闘時の行動に”突撃”と”計略”のコマンドがない。
- PC9801版で追加されたコマンドも存在しない。
- CPUのみ君主でもない太守が敵国の現役、在野武将を登用する、鉄を産出しない国でありながら武器を購入する。

他機種版に無い要素
- 鉄の採掘がないので、鉄を産する土地であれば直接武器を買うことが出来る。（武装上昇度は、武器購入数 / 武将数）しかし、武装度が上げ易い分兵の訓練を怠るとまともに移動出来なくなる。もっともFC版の場合、武装度を上げなくとも武力の高い武将なら兵忠誠度を100にするだけで十分な上、敢えて武装度を上げなければ機動力が上がるので（武装100、兵忠誠度55、兵能力64で機動力3、武装度10、兵忠誠度100、兵能力63で機動力8）武装度を上げるのは趣味の域を出ない。

以上のように内容は削られているものの、顔グラフィックが全面的に描き直されていたり、バッテリーバックアップに対応していたりするなど、ファミリーコンピュータ版ならではのアレンジが施されている。
表示される文章を読みやすくするためにわかち書きが行われている。

#### X68000版
信長の野望・全国版と共に発売された。音声とグラフィックを当時最高水準のPCであったX68000向けに一から描き起こしてあり、三國志の決定版といえる豪華な内容に仕上がっていた。コマンドなどは全てPC9801版に準拠しており、全ての要素が遊べた。

#### 復刻版
PC-9801版をWindows上のエミュレータで動作するようにしたもの。2003年の『コーエー25周年記念パック Vol.2』に収録されたほか、2005年にはコーエー定番シリーズ、2016年には「シブサワ・コウ アーカイブス」シリーズとしてSteamでのダウンロード配信で単品発売されている。

### リメイク版
スーパー三國志
スーパーファミコン用ソフトで、ベースとなっているシステムはパソコンのスタンダード版のものであり、ファミリーコンピュータ版で削除された突撃コマンドなどが存在する。ちなみに、PC98版でクローン顔といわれる使い回し武将の顔は『三國志III』の顔が使われている。
また、一騎打ちモードがあり、「個人トーナメント戦」で勝利すると、優勝賞品として以下のアイテムが手に入り、以下の能力値が上がる。
1. 孫子の兵法書 - 知力1UP
2. 青竜刀 - 武力1UP
3. 青嚢書 - 体力1UP
4. 玉璽 - カリスマ1UP
5. 管輅の易書 - 運勢1UP

三國志リターンズ
初代のリメイク移植版で、顔グラフィックがポリゴン（1990年代半ばによく見られたローポリゴン）になっている。
Mobile三國志
初代の携帯ゲーム用リメイクで、オリジナル版とは次のような違いがある。
- 初めプレイできるのはシナリオ1のみ、シナリオ2以降はシナリオ1の目標をクリアするとプレイすることができる。
- クリア条件がオリジナル版と同じく採用されているが、Mobile版ではクリア条件さえ達成したら中国統一の必要はなく、クリア条件達成後統一までプレイを継続するかどうかは任意となっている。
- 全君主でのプレイが可能、オリジナル版ではコンピュータ君主であったシナリオ1、2の王朗やシナリオ4張魯でもプレイができる。
- オリジナル版同様、国単位ではあるが、マップ式になっている。
- 通常コマンド時の計略や褒美での書物、軍師の助言や、戦闘コマンド時の突撃や火計などパソコン版であったコマンドの一部が割愛されている。
- ゲームの内容は初代をベースにしているが、顔グラフィックは『VIII』や『IX』といったアプリ配信開始当時と同時期の作品のものが流用されている。また一部武将の顔グラフィックが竜の模様になっており、事実上割愛されている。
- 能力値の「カリスマ」は、携帯電話版は「魅力」と変わっている。
- オリジナル版では勢力の均衡を図るため[8]、龐徳が知力が高く武力が低い武将に、郭図が武力が高く知力が低い設定がされていたが、携帯電話版では龐徳のデータのみ数値の見直しが図られている。

三國志 TOUCH
三國志リターンズをベースとしているが、難易度や武将の寿命の選択が可能であるほか、武将の顔は『VI』に近いものになっている。操作はタッチパネルに最適化している。チュートリアルや用語集等を収録。2010年6月9日にはifシナリオやエディット機能が追加されたiPad版『三國志 TOUCH Plus for iPad』が発売された。追加されたifシナリオは以下の3つ。
- 皇帝呂布 198年
- 漢朝復興 200年
- 馬超躍進 211年

2010年8月18日にはiPhone版がバージョン2.0となり、『Plus』の機能がアドオンで追加された。同年9月9日にはiPhone版の『三國志 TOUCH Plus』が発売された。

## 音楽
サウンドトラック
- 信長の野望・全国版/三國志 H29E-20005
- 光栄オリジナルBGM集Vol.1 歴史三部作+グレードアップ・ヴァージョン H27E-20007
- 光栄オリジナルBGM集Vol.11 スーパー三國志/項劉記 KECH-1048（※スーパーファミコン音源をそのまま使用）